# Augustin Chaboseau
Augustin Chaboseau (Versailles, 1868. június 17. – Párizs, 1946. január 2.) francia történész, újságíró és okkultista.

## Korai évek
Chaboseau Papustól különböző beavatási láncolaton keresztül került közel a martinizmushoz, és amikor a két orvostanhallgató találkozott, átadták egymásnak, amit kaptak és együtt alapították meg a Martinista Rendet. Később feladta orvosi hivatását, hogy az írásnak szentelhesse magát. Több újság szerkesztésében működött közre és 1891-ben esszét írt a buddhista filozófiáról. Chaboseau kurátor asszisztens volt a párizsi Guimet Múzeum könyvtárában.
1902. december 17-én elvette Louise Rosalie Napiast(fr), Franciaország egyik első női gyógyszerészét, feminista aktivistát. Politikailag elkötelezett baloldaliként az első világháború alatt Aristide Briand miniszterelnök személyi titkára volt.

## Tradicionális Martinista Rend (TMO)
Papus 1916-ban bekövetkezett halála után a háború szétszórta a Martinista Rend Legfelsőbb Tanácsát és egyes martinisták megpróbálták átvenni az irányítást. Bosszankodva figyelte a lyoni és párizsi martinisták elhajlásait és az 1891-es Legfelsőbb Tanács néhány túlélőjét összehívva, 1931-ben talpra állította a Rendet, hozzáadva a „Tradicionális” jelzőt, megkülönböztetve azt más mozgalmaktól. Chaboseau-t választották meg nagymesterré, de ő ennek ellenére átadta a tisztséget Victor-Émile Michelet számára. Michelet 1938 januárjában elhunyt és Chaboseau átvette a nagymesteri posztot, majd végül, 1939 végén csatlakozott rendjével a FUDOSI-hoz. Chaboseau halála után a TMO Nagymestere Ralph Maxwell Lewis lett és a Rózsakeresztes rend (AMORC) azóta tölti be a tradicionális martinizmus feletti védnöki, támogatói szerepét.

## Szabadkőművesként
Augustin Chaboseau élete a szabadkőművességben is kiteljesedett. 1907-ben inassá avatták a Francia Nagyoriens(fr) „Szocialista akció” nevű páholyában, majd később az Szabadkőműves Otthon nevű páholyt látogatta, ahol elnyerte a mester fokozatot. 1919-től elhagyta e páholyt, hogy az Emberi Jogok(fr) vegyes (férfiakat és nőket is felvevő) rendszer tagja lehessen.

## Környezetvédőként
Augustine szenvedélyes környezetvédő volt és segített megmenteni Sceaux település parkját. A Francia Tájvédelmi Társaság és különböző magánszemélyek támogatásával sikerült elkerülni azt, hogy a park az enyészeté legyen azzal, hogy Szajna megye  megvásárolta a területet 1923 júliusában.

## Történészként
1926-ban könyvet írt Bretagne XIII. század előtti történetéről, majd mikor a második világháború kitörése után elmenekült Párizsból, Saint-Malo közelében, Saint-Servan-ban, unokái körében fejezte be Bretagne történetét, a második és a harmadik kötet megírásával.

## Fordítás
- Ez a szócikk részben vagy egészben  az   Augustin Chaboseau című francia Wikipédia-szócikk fordításán alapul.  Az eredeti cikk szerkesztőit annak laptörténete sorolja fel. Ez a jelzés csupán a megfogalmazás eredetét és a szerzői jogokat jelzi, nem szolgál a cikkben szereplő információk forrásmegjelöléseként.